# Thomasomys eleusis
Thomasomys eleusis är en däggdjursart som beskrevs av Thomas 1926. Thomasomys eleusis ingår i släktet paramoråttor, och familjen hamsterartade gnagare. IUCN kategoriserar arten globalt som livskraftig. Inga underarter finns listade i Catalogue of Life.
Arten förekommer i Anderna i norra Peru. Den vistas i regioner som ligger 3000 till 3650 meter över havet. Thomasomys eleusis lever i molnskogar och i buskskogar. Den är aktiv på natten och går främst på marken.